# Korück
De Kommandant rückwärtiges Armeegebiet (afgekort: Korück) (vrij vertaald: commandant van het in de achterhoede gelegen legergebied) was een functie van het opperbevel van het Heer (landmacht) in de Wehrmacht. In het militair taalgebruik staat „Korück“ niet alleen voor de overeenkomstige functie, maar ook voor het hele in de achterhoede gelegen legergebied, dat ondergeschikt was en ook de gehele troepenbestand.
Elk rückwärtige Armeegebiet  (vrij vertaald: achterhoede gelegen legergebied) werd door een nummering gekenmerkt. Bijvoorbeeld tijdens Operatie Barbarossa opereerde de „Korück 582“  in de achterhoede van het 9. Armee (9e Leger), een operationeel gebied van ongeveer 27.000 vierkante kilometer en 1500 dorpen in de omgeving van Vjazma. Het troepenverband van de Korück 582, had een sterkte van ongeveer 1700 manschappen.
De Koruck was voor de bescherming van de logistieke routen naar het front en het „pacificeren” van het bezette gebied verantwoordelijk. Meestal waren de  beveiligingsdivisies (Sicherungsdivision), Landesschützen-bataljons, veld- en Ortskommandanturen en veldgendarmerie-eenheden alsmede eenheden van de Geheime Feldpolizei ondergeschikt aan de Koruck gesteld. De Kriegsgefangenenlager (afgekort: Dulag) (krijgsgevangenkampen) (doorgangskampen) waren meestal ook aan de Koruck ondergeschikt gesteld.
De taken van de Korucks veranderden tijdens de duur van de oorlog. Tijdens de terugtrekking van de Wehrmacht, had Koruck 594 in Italië de taak,  „in alle grote plaatsen Kampfkommandanturen  en op alle hoofdrouten een Straßenkommandanturen te benoemen. De Kampfkommandanturen hadden alleen de verantwoording voor het verdediging van de plaatsen, en de ordelijke doorvoering van en ontruimen en terugtrekbewegingen en hadden hiervoor dictatoriale bevoegdheden. Zij hadden de plicht om alle middelen roekeloos tegen iedereen te gebruiken, en om hun taak te vervullen. De Korucks hadden als algemene taak: verdediging van de plaats tot de laatste man, en het benutten van alle mogelijkheden. En het inzetten van de laatste Duitse manschappen om paniek te voorkomen. 

## Voorbeeld Korück
- SS-Obergruppenführer en Generaal in de Waffen-SS en politie Erwin Rösener als Korück van het Heeresgruppe E in de achterhoede gelegen legergebied.
- General der Kavalerie z.V. en SS-Gruppenführer Walter Braemer als Korück in de achterhoede gelegen legergebied 580 van het 11e Leger.